# Kleinbockedra
Kleinbockedra est une commune allemande de l'arrondissement de Saale-Holzland, Land de Thuringe.

## Géographie
Kleinbockedra se situe près de la Saale, sur une colline donnant sur Iéna, Kahla et Hermsdorf.
|             | Großbockedra  |       |
| Rothenstein | Kleinbockedra | Gneus |
| Schöps      | Unterbodnitz  |       |

## Histoire
Kleinbockedra est mentionné pour la première fois en 1395 sous le nom de Wynczigen Bugkedrow. Ce nom d'origine slave signifie "livre déchiré", en référence sans doute à un conflit avec les Sorabes.

## Source, notes et références
- (de) Cet article est partiellement ou en totalité issu de l’article de Wikipédia en allemand intitulé « Kleinbockedra » (voir la liste des auteurs).